# Peribatodes umbraria
Peribatodes umbraria (tên tiếng Anh: Olive-tree Beauty) là một loài bướm đêm thuộc họ Geometridae. Nó có thể được tìm thấy ở Nam Âu.
Sải cánh dài khoảng 43 mm.
Ấu trùng ăn sồi.